# Aleš Bjaljacki
Aleš Viktoravič Bjaljacki  (belorusko Алесь Віктаравіч Бяляцкі, latinizirano: Alieś Viktaravič Bialiacki) * 25. september 1962, beloruski aktivist, znan po svojem delu s centrom za človekove pravice Viasna, dobitnik Nobelove nagrade za mir. 
Bjaljacki je ustanovni član Vesne in eden zgodnjih aktivistov za belorusko neodvisnost in demokracijo od zgodnjih osemdesetih let dvajsetega stoletja. Je tudi član Beloruske ljudske fronte, od leta 1996 do 1999 je bil tudi njen voditelj. Je tudi član koordinacijskega sveta beloruske opozicije. The New York Times ga je označil za "steber gibanja za človekove pravice v Vzhodni Evropi" in prepoznal kot vidnega prodemokratičnega aktivista v Belorusiji. Beloruske oblasti ga obtožujejo davčne utaje.
Zagovor človekovih pravic v Belorusiji je Bjaljackemu prinesel številna mednarodna priznanja. Leta 2020 je prejel nagrado Right Livelihood Award, splošno znano kot »alternativna Nobelova nagrada«. Leta 2022 je Bjaljacki skupaj z organizacijama Memorial in Vesna - Center za državljanske svoboščine prejel Nobelovo nagrado za mir 2022.
Bjaljacki je bil dvakrat zaprt; najprej od 2011 do 2014, trenutno pa od 2021, obakrat zaradi obtožb davčne utaje. Bialiatski in drugi borci za človekove pravice so obtožbe označili za politično motivirane. Še posebej prva obtožba je bila izključno posledica izpodbijanja legalnosti takratnih državnih volitev.

## Življenje

### Ozadje
Bjaljacki se je rodil v kraju Vjartsilja v današnji Kareliji v Rusiji beloruskim staršem.  Leta 1965 se je družina vrnila v Belorusijo in se naselila v Svietlahorsku v regiji Gomel.
Bjaljacki je študiral belorusko književnost  in je leta 1984 diplomiral iz ruske in beloruske filologije na Državni univerzi v Homielu. Po diplomi je Bialiatski delal kot učitelj v okrožju Lieĺčycy v regiji Gomel.
Od leta 1985 do 1986 je služil vojsko kot voznik oklepnega vozila v protitankovski enoti v bližini Jekaterinburga (tedaj Sverdlovska) v Rusiji. 

### V Sovjetski zvezi
Kot študent je bil udeležen v številnih civilnih akcijah. Leta 1989 je Bjaljacki doktoriral na Beloruski akademiji znanosti . Med doktorskim študijem je Bialiatski pomagal ustanoviti Združenje mladih pisateljev Tutejšja, od leta 1986 do 1989 pa je bil predsednik skupine. Leta 1988 je Bjaljacki soorganiziral dogodek Preučevanje mučeništva Belorusije, dogodek, ki naj bi dokumentiral mučence beloruske pripadnosti, ki so bili zatrti s strani Sovjetov in Rusov. Bil je tudi eden od ustanovnih članov Beloruske ljudske fronte in Beloruske katoliške skupnosti.  Kot mladi doktor je postal mladi raziskovalec Muzeja zgodovine beloruske literature in direktor manjšega literarnega muzeja Maksima Bagdanoviča. V prostorih tega muzeja je dovolil obratovanje časopisa Svaboda in nudil naslov za obratovanje več organizacij, med drugim tudi Vesni. Ob muzejski dejavnosti je od leta 1991-1996 tudi mestni svetnik Minska.
V smislu mestne politike je izstopal po poskusu sovjetskega državnega udara leta 1991, ko je modro in pomirjevalno skupaj z 29 drugimi člani sveta odkrito pozval prebivalce Minska, "naj bodo zvesti zakonito izvoljeni oblasti in si prizadevajo za vse ustavna sredstva za prenehanje dejavnosti državnega odbora za izredne razmere".  

### V Belorusiji
Bjaljacki je bil sekretar Beloruske ljudske fronte (1996–1999) in njen podpredsednik (1999–2001). 
Bjaljacki je leta 1996 ustanovil Center za človekove pravice Vesna. Organizacija s sedežem v Minsku, ki se je takrat imenovala "Viasna-96", je junija 1999 razširila delovanje po celotni državi, četudi je bila še vedno nevladna organizacija. Vrhovno sodišče Belorusije je 28.10.2003 razveljavilo državno registracijo Vesne zaradi njene vloge pri opazovanju predsedniških volitev leta 2001. Od takrat vodilna beloruska organizacija za človekove pravice deluje neregistrirano. 
V letih 2007–2016 je bil podpredsednik Mednarodne zveze za človekove pravice (FIDH). 
Bjaljacki je član Društva beloruskih pisateljev (od 1995) in beloruskega PEN-centra (od 2009). 

### Aretacija in obsodba
4. avgusta 2011 je bil Bjaljacki aretiran zaradi obtožbe utaje davkov ("prikrivanje dobička v posebej velikem obsegu", člen 243, del 2 Kazenskega zakonika Republike Belorusije).  Obtožnico so omogočili finančni podatki, ki sta jih objavila tožilstva v Litvi in na Poljskem. 
24. oktobra 2011 je bil Bjaljacki obsojen na 4 leta in pol zapora in zaplembo premoženja. Aleš Bjaljacki se je izrekel za nedolžnega in dejal, da je denar prejel na svoje bančne račune za kritje dejavnosti Vesne na področju človekovih pravic. Prejel je veliko podpore in solidarnostnih izjav organizacij za človekove pravice, ki so se prizadevale za njegov izpust. V času zapora je pisal in objavljal članke. Zaradi kršitev zapornega reda je bil večkrat kaznovan in bil predčasno izpuščen 21.junija 2014.
Med beloruskimi protesti leta 2020 je postal član koordinacijskega sveta Svetlane Tihanovske . .
14. julija 2021 je beloruska policija preiskala domove zaposlenih v Vesni in opravila racijo v osrednji pisarni. Bjaljacki in njegova kolega Vladimir Stefanovič in Vladimir Labkovič so bili aretirani.   6. oktobra 2021 je bil Bialiatski obtožen utaje davkov z najvišjo kaznijo 7 let zapora. Od 7. oktobra 2022 je bil še vedno v zaporu. 

## Privatno življenje
Ales Bjaljacki je poročen z Natalijo Pinčuk. Spoznala sta se leta 1982, ko je bil Aleš študent univerze Frančiška Skarina Homiel, Natalija pa je študirala na pedagoški fakulteti v Lojeu. Par se je poročil leta 1987. Ales Bialiatski ima sina po imenu Adam. Je katolik. 